# Central United
Der Central United Football United ist ein neuseeländischer Fußballverein aus Auckland, der aktuell in der regionalen Northern Region Football League spielt. Seit den späten 1990er-Jahren zählt der Verein zu den erfolgreichsten Vereinen Neuseelands und konnte zweimal die National Soccer League und viermal den Chatham Cup gewinnen.

## Geschichte
Der Verein wurde 1962 von einer Gruppe kroatischer Einwanderer unter dem Namen Central gegründet. Zunächst spielten sie in niedrigeren Ligen der Northern League, 1996 wurde der Club in Central United umbenannt. 1997 folgte der erste Titel mit dem Gewinn des neuseeländischen Pokalwettbewerbs. Der erste Meistertitel wurde 1999 gewonnen. Weitere Titel folgten mit dem Gewinn der Meisterschaft 2001 und den Pokalsiegen 1998, 2005 und 2007.

## Bekannte ehemalige Spieler
- Danny Hay
- Wynton Rufer (1997)
- Ivan Vicelich (1997–1999)
- Chris Zoricich (1994)
- Noah Hickey (1996–1998)

## Erfolge
- Neuseeländischer Meister:
  - 1999, 2001
- Neuseeländischer Pokalsieger:
  - 1997, 1998, 2005, 2007